# Лисичка трубчаста
Лисичка трубчаста (Cantharellus tubaeformis) — вид грибів роду лисичка (Cantharellus). Сучасну біномінальну назву надано у 1821 році.

## Будова
Гриб менший ніж лисичка справжня (Cantharellus cibarius). Має жовту порожнисту ніжку, що переходить жовту чи сірувато-коричневу шапинку. Замість справжніх пластинок у лисички трубчастої по нижній частині шапинки проходять вилкоподібні ребра. М'якуш слабо пахне абрикосом.

## Життєвий цикл
Росте з липня по грудень.

## Поширення та середовище існування
Поширений у помірній смузі Північної Америки та Євразії. Поширений у дубових, букових та хвойних лісах.

## Практичне використання
Смачний їстівний гриб. Вважається смачнішим за лисичку справжню. Візуально дещо схожий на гомф булавоподібний (Gomphus clavatus) з фіолетовими ребрами та Leotia lubrica.

## Галерея

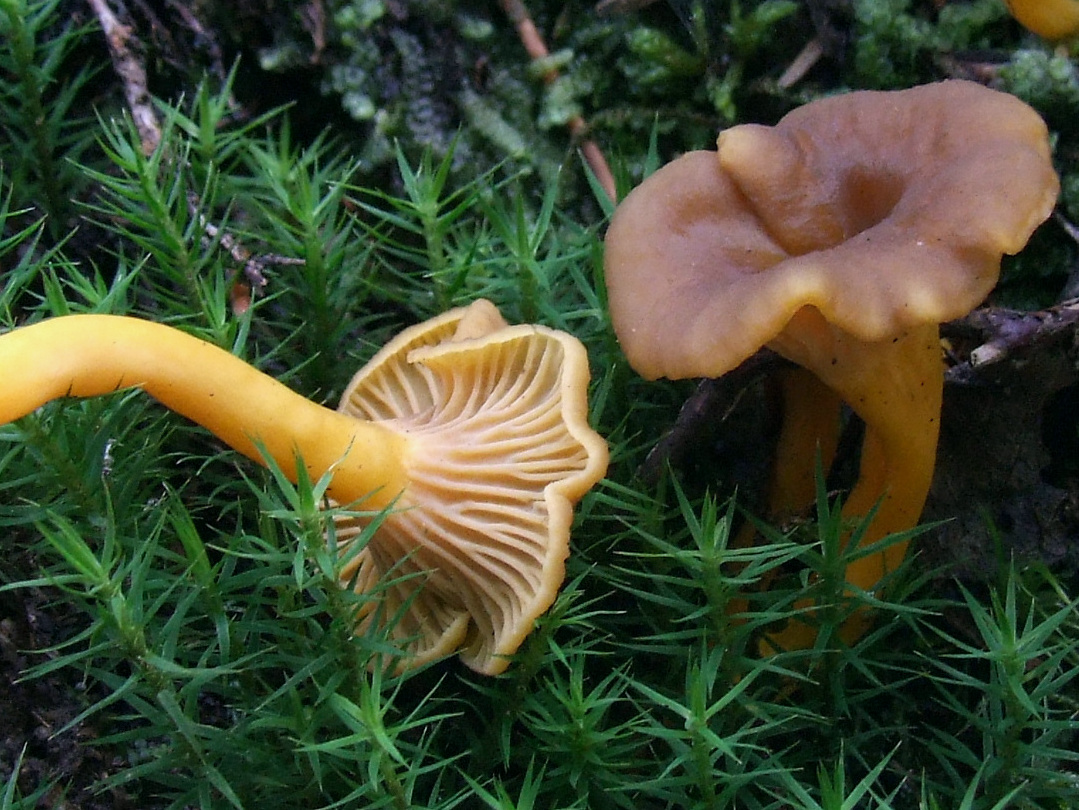
Cantharellus tubaeformis на підстилці з хвої
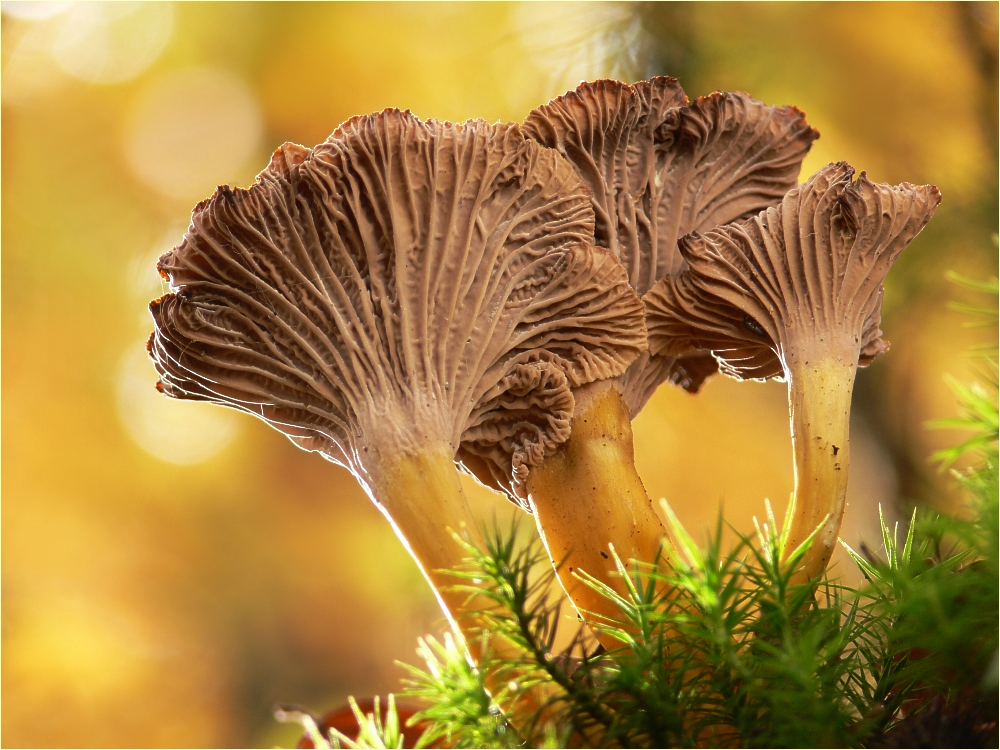
Cantharellus tubaeformis, вид знизу
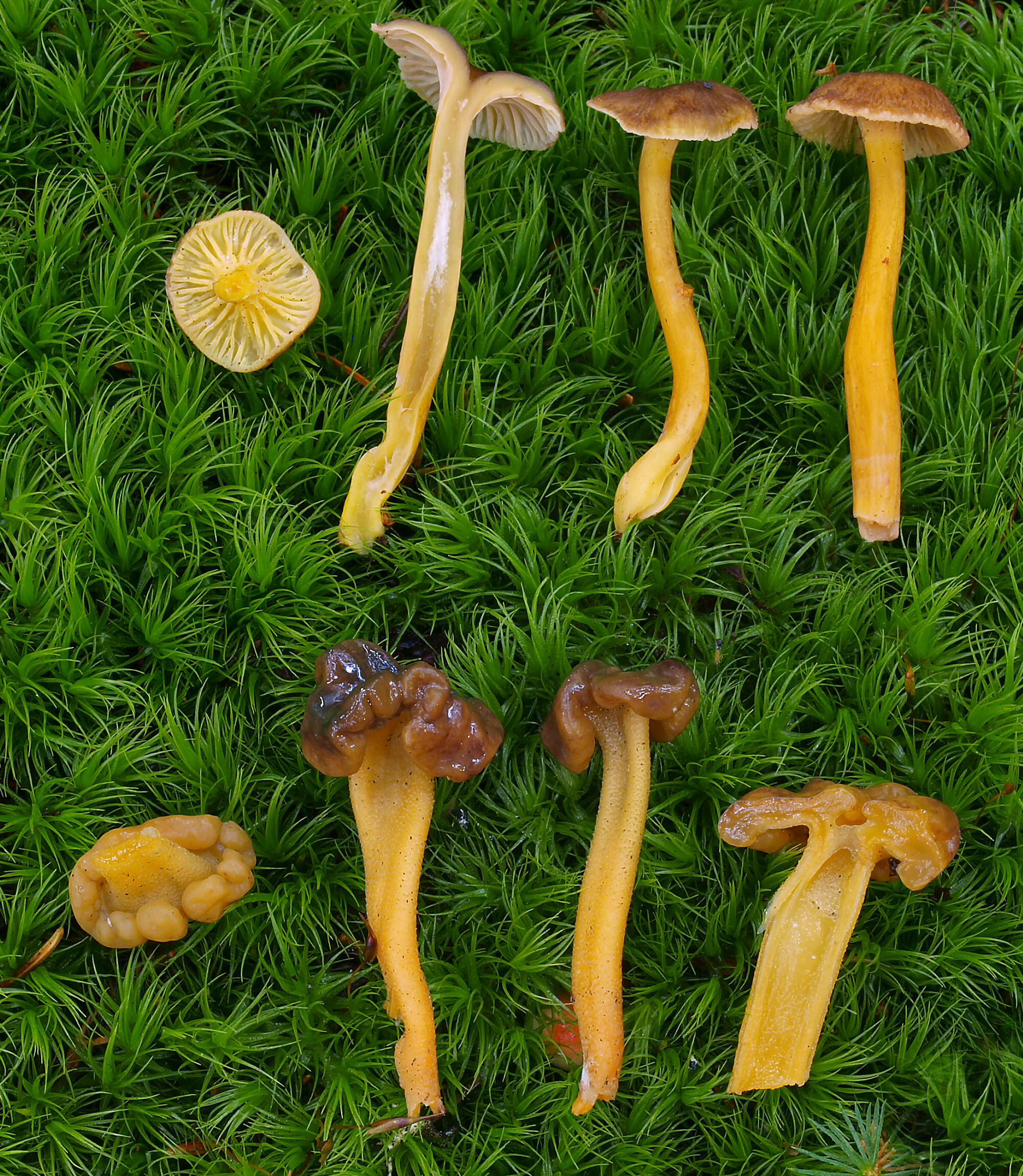
Різниця між Craterellus tubaeformis згори та Leotia lubrica внизу
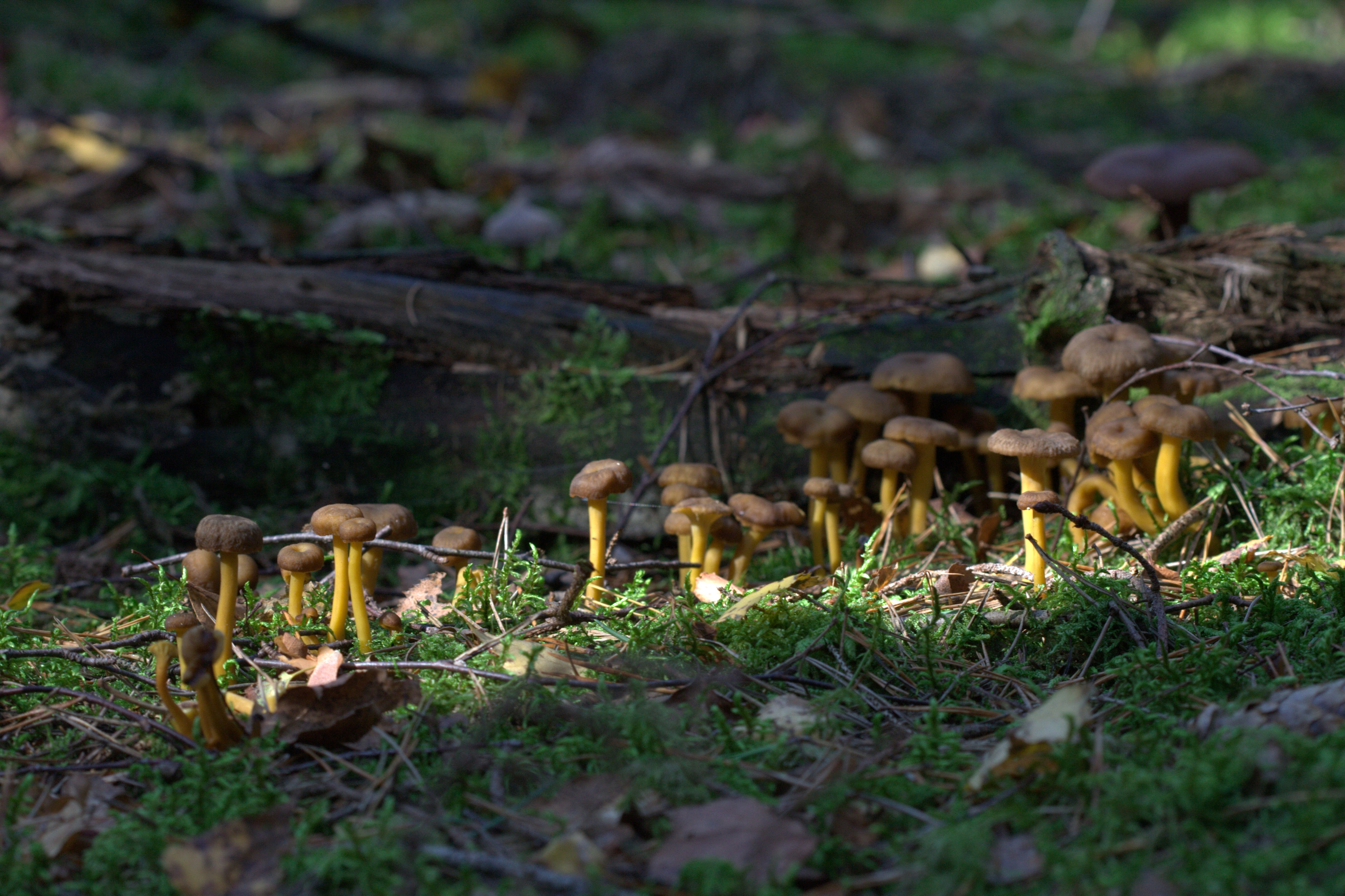
Група лисичок в лісі
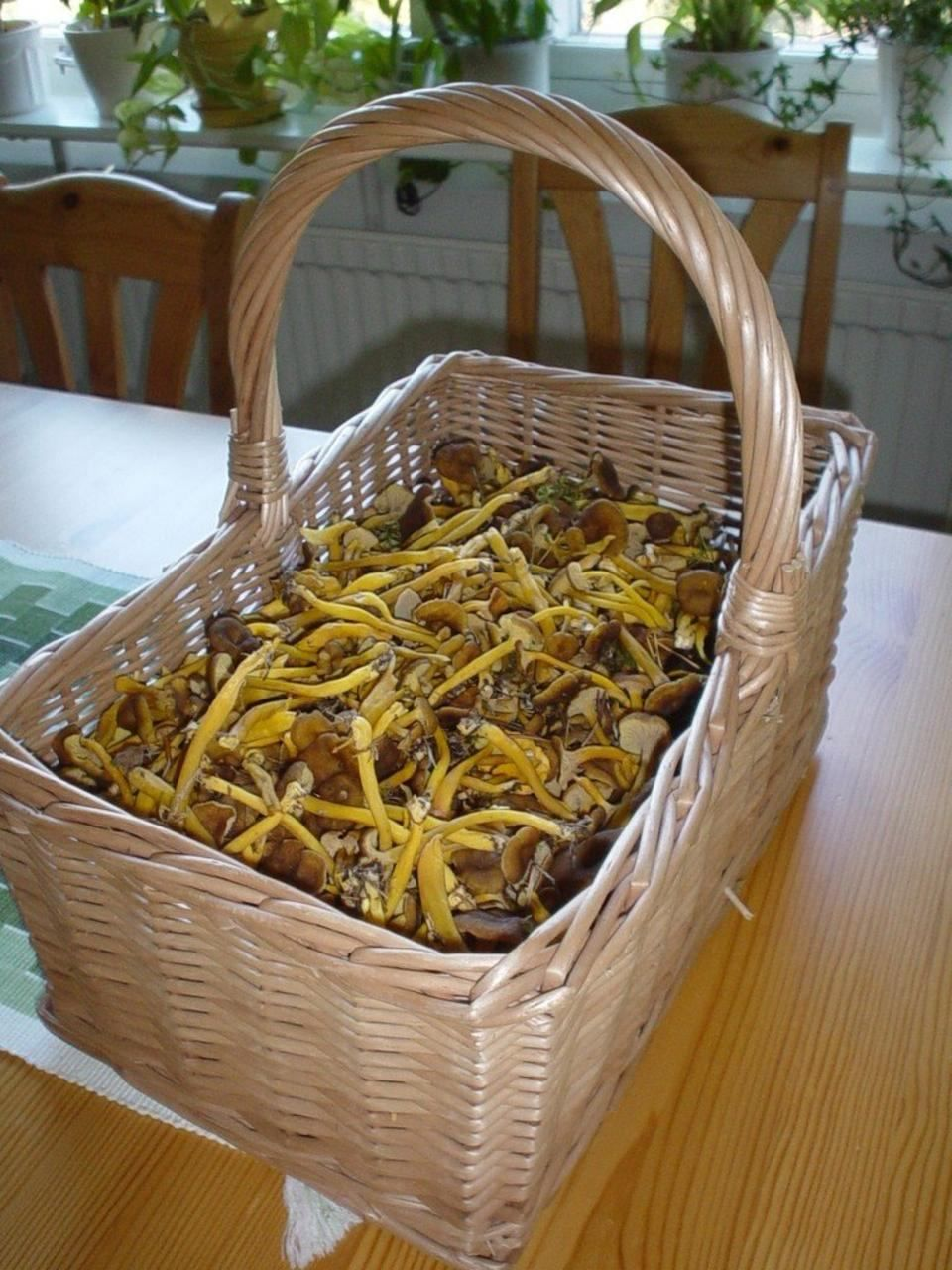
Кошик з трубчастою лисичкою